# Desert Island (álbum)
Desert Island es el primer álbum de música New Age del grupo alemán Cusco, lanzado en 1981.

## Pistas
1. Desert Island 3:36
2. Lampedusa 4:42
3. Helgoland 3:48
4. Catalina 4:17
5. Straits Of Ormuz 4:52
6. Galapagos 3:51
7. Alcatraz 4:32
8. Hokkaido 4:04
9. Herrenchiemsee 4:55
10. Ireland 3:51

- Datos: Q5438877